# Fornèls
Fornèls (en francès Fournels) és un municipi francès situat al departament del Losera i a la regió d'Occitània.